# Tasnovice (hradiště)
Tasnovice jsou raně středověké hradiště u stejnojmenné vesnice severozápadně od Horšovského Týna v okrese Domažlice. Nachází se na Svatovavřineckém vrchu západně od vesnice poblíž kostela svatého Vavřince, na levém břehu Radbuzy naproti vesnici Štítary. Spolu se zmíněným kostelem je hradiště chráněno jako kulturní památka ČR.

## Historie
Uvažuje se již o pravěkém osídlení lokality, ale konkrétní období nelze na základě dostupných nálezů přesněji určit. Skutečně prokázané je až raně středověké osídlení počínaje osmým stoletím. Výstavba hradiště souvisela s významnou Řezenskou stezkou, která spojovala Čechy s bavorským Řeznem. Pravděpodobně v průběhu dvanáctého století byl v areálu hradiště postaven tehdy nejspíše románský kostel svatého Vavřince.

## Stavební podoba
Trojdílné hradiště o rozloze asi třinácti hektarů stávalo na vrchu obtékaném ze dvou stran řekou Radbuzou. Nejvyšší část vrchu zaujala přibližně kruhová akropole, jejíž opevnění se v podobě valu dochovalo nejlépe. Ve východní části akropole stojí v jádru raně gotický kostel. Na přístupnější východní straně pak hradiště chránily další dvě hradby. Z vnější se dochovala pouze terénní hrana, zatímco z prostřední zůstal alespoň místy výrazný val. V místech se strmými svahy bylo hradiště nejspíše opevněno jen lehkým opevněním typu palisády. Celková délka všech hradeb dosahovala téměř tří kilometrů. Archeologický výzkum, který v letech 1984–1988 provedli Jaroslav Bašta a Dara Baštová v místech příkopu za druhým valem, odhalil, že hradba vznikla ve dvou fázích. Kromě toho při něm byla nalezena keramika z počátku devátého až druhé poloviny desátého století.

## Přístup
Prostor hradiště je volně přístupný po modře značené turistické trase z Tasnovic do Mířkova.